# Antonio Finalet Torres
Antonio Finalet Torres, nació el 14 de enero de 1915 en Quemado de Guines, Villa Clara, región central de la isla de Cuba.
Fue líder comunista desde muy joven, apoyando al desarrollo de los sindicatos en todos los aspectos posibles.
Se casó muy joven con Margarita Alvarado, una chica del vecino municipio de Sagua la Grande, donde se establecieron y continuaron hombro a hombro su lucha por la liberación del país. Con ella tuvo seis hijos, el mayor de los cuales aún vive en Sagua la Grande, los otros cinco viven en los Estados Unidos junto al resto de sus descendientes.
Fue uno de los participantes de la huelga del 9 de abril de 1958, durante la cual fue capturado, torturado y asesinado días después, cuando sus hijos apenas tenían entre 12 y 6 años de edad.
Como honor a su lucha y abnegación, al triunfo de la revolución cubana, el central de caña de azúcar más grande de la región saguera, antiguamente nombrado Central, pasó a llamarse Antonio Finalet Torres. Aunque este fue cerrado y desarmado en el 2005 a causa de su desuso.
- Datos: Q5698332